# ایران سرای من است
ایران سرای من است فیلمی به کارگردانی پرویز کیمیاوی محصول سال ۱۳۷۷ است.

## خلاصه داستان
سهراب نویسنده جوان کرمانی در تدارک تألیف کتابی دربارهٔ تاریخ شعر کهن ایران است و برای دریافت مجوز چاپ کتابش در راه تهران در کویر گم می‌شود. در راه با شخصیت‌های عجیبی آشنا می‌شود و شاعران قدیمی در برابر او ظاهر می‌شوند. عاقبت از طریق قنات‌های خشک کویر از راهروهای متروی تهران سر درمی‌آورد.